# Sergiusz Piasecki
Sergiusz Piasecki (Lachowicze, 1º aprile 1901 – Penley, Denbigh, 12 settembre 1964) è stato uno scrittore polacco molto apprezzato, dalla vita avventurosa che lo portò ad affrontare molte battaglie.

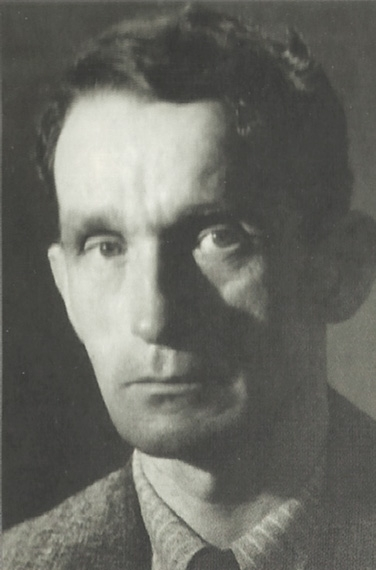
Sergiusz Piasecki

Combatté contro i bolscevichi e successivamente contro i Nazisti durante l'occupazione della Polonia.
Visse come contrabbandiere e nel 1929, arrestato, ne fu chiesta la condanna a morte ma, grazie alla sua collaborazione con i servizi segreti, riuscì ad ottenere la riduzione della condanna a 15 anni di carcere.
Nel 1934, durante la prigionia, inizia a scrivere il suo romanzo più famoso L'amante dell'Orsa Maggiore, grazie al quale stava per essere graziato quando, nel 1939, scoppia la guerra contro la Polonia. Fu uno degli animatori della rivolta di Varsavia. Fra gli altri suoi romanzi si ricorda: Nessuno ci salva, La spia, Peggio che al fronte e La Torre di Babele.

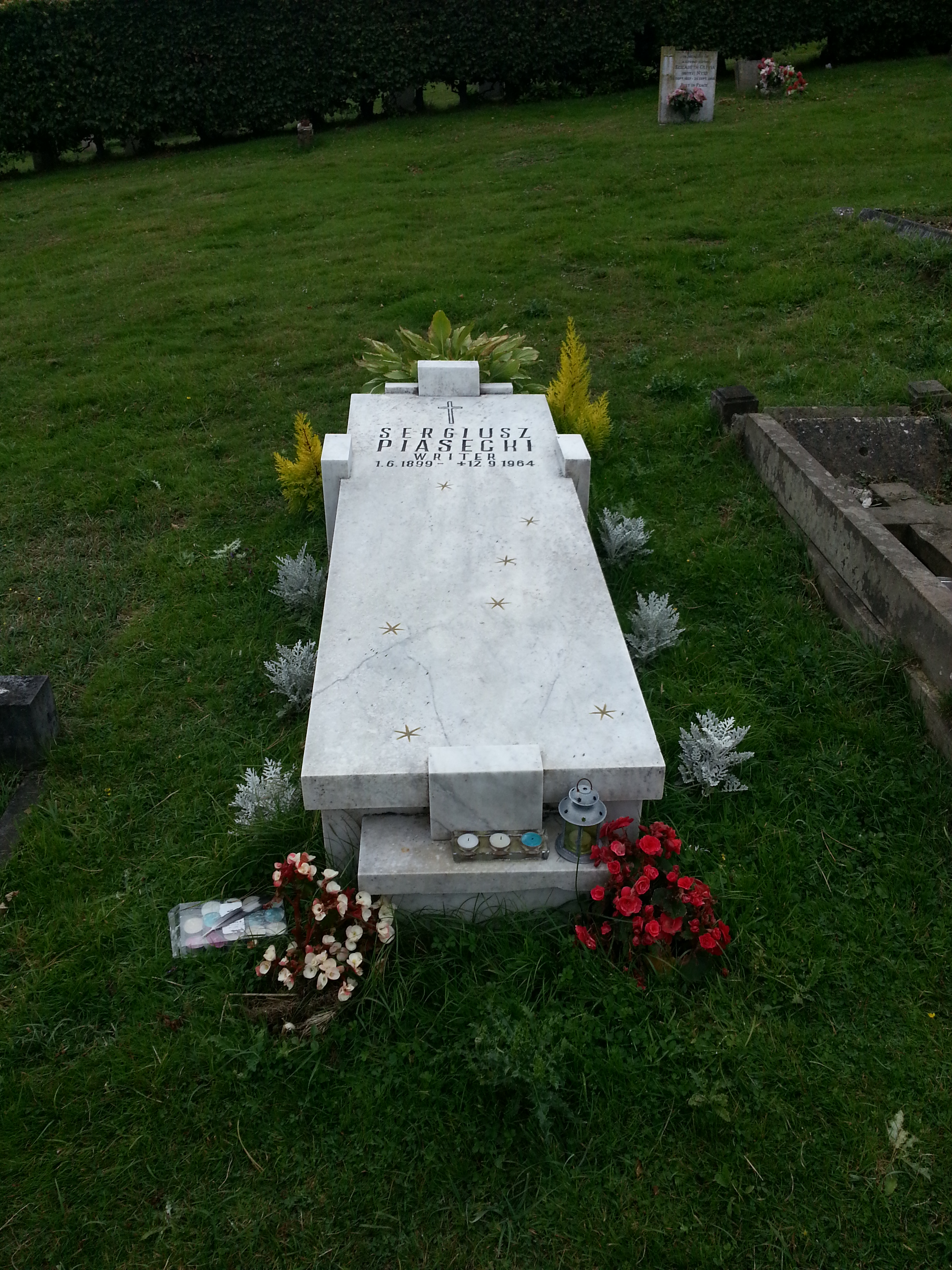
Tomba di Sergei Piasecki-cimitero a Hastings, Regno Unito